# Jacobsenia
Jacobsenia es un género con tres especies de plantas de flores perteneciente a la familia Aizoaceae.

## Taxonomía
El género fue descrito por L.Bolus & Schwantes y publicado en Notes Mesembr. 3: 255. 1954. La especie tipo es: Jacobsenia kolbei
Etimología
Jacobsenia: nombre genérico que fue nombrado en honor del botánico alemán Hermann Jacobsen que fue director técnico del Antiguo Jardín Botánico de Kiel.

## Especies
- Jacobsenia hallii
- Jacobsenia kolbei
- Jacobsenia vaginata